# Jake Daubert
Jacob Ellsworth Daubert (ur. 7 kwietnia 1884, zm. 9 października 1924) – amerykański baseballista, który występował na pozycji pierwszobazowego przez 15 sezonów w Major League Baseball.

## Życiorys
Daubert w MLB zadebiutował 14 kwietnia 1910 w zespole Brooklyn Superbas. W sezonie 1913 mając najlepszą średnią uderzeń (0,350) w National League i zaliczając między innymi 178 uderzeń (2. wynik w lidze), otrzymał nagrodę Chalmers Award dla najbardziej wartościowego zawodnika. W lutym 1919 przeszedł do Cincinnati Reds.
W sezonie 1919 wystąpił we wszystkich meczach World Series (znanych jako Black Sox Scandal), w których Reds pokonali Chicago White Sox 5–3. W 1918 i 1922 miał najwięcej zaliczonych triple'ów (odpowiednio 15 i 22) w National League. Po raz ostatni wystąpił 20 września 1924 w spotkaniu z Philadelphia Phillies. Zmarł 9 października 1924 w wieku 40 lat w wyniku powikłań po wycięciu wyrostka robaczkowego.

## Nagrody i wyróżnienia
| Nagroda/wyróżnienie      | Lata | Źródło |
| MVP National League      | 1913 | [ 2 ]  |
| Zwycięzca w World Series | 1919 | [ 4 ]  |